# Лачиновская Курья

Лачиновская Курья — река в России, протекает в Кемеровской области. Устье реки находится в 413 км по левому берегу реки Томь. Длина реки составляет 13 км. 

## Данные водного реестра
По данным государственного водного реестра России относится к Верхнеобскому бассейновому округу, водохозяйственный участок реки — Томь от города Новокузнецк до города Кемерово, речной подбассейн реки — Томь. Речной бассейн реки — (Верхняя) Обь до впадения Иртыша.